# Canh bạc tình yêu
Canh bạc tình yêu là một bộ phim truyền hình được thực hiện bởi MIA do Trương Dũng làm đạo diễn. Phim phát sóng vào lúc 20h00 từ thứ 2 đến thứ 7 hàng tuần bắt đầu từ ngày 26 tháng 6 năm 2021 và kết thúc vào ngày 22 tháng 10 năm 2021 trên kênh THVL1.
Bộ phim đã lọt vào top 10 phim Việt có tỷ suất cao nhất trên sóng truyền hình năm 2021, theo thống kê từ Kantar.

## Nội dung
Canh bạc tình yêu xoay quanh những đấu đá trong thương trường giữa hai công ty bất động sản lớn là Thành Công và Phát Đạt. Với uy tín lâu đời và tiềm lực kinh tế vững chãi cùng sự dẫn dắt của chủ tịch Phát Thuận (Quốc Thảo), Đăng Duy (Lương Thế Thành) – tân chủ tịch trẻ tuổi của Phát Đạt, đã trở thành đối thủ đáng gờm nhất của Thành Công. Khi mọi ưu thế trên thương trường gần như nghiêng về phía Phát Đạt thì bất ngờ ông Phát Thuận đột ngột qua đời. Vẫn chưa hết tang thương, Khánh Băng (Văn Phượng) – vị hôn thê mà Đăng Duy hết mực yêu thương cũng chết một cách bất thường. Nhân lúc đó, đối thủ là công ty Thành Công – Duy Khiêm (Minh Luân) đã lợi dụng bạn gái của mình là Thanh Vân (Vân Trang) để thực hiện một canh bạc tình yêu...

## Diễn viên

### Diễn viên chính
- Lương Thế Thành trong vai Trương Đăng Duy[6]
- Vân Trang trong vai Nguyễn Thanh Vân[6]
- Đặng Trà Xuân Minh trong vai Đặng Trà Xuân Minh[6]
- Minh Luân trong vai Đào Duy Khiêm[6]
- Văn Phượng trong vai Lê Thị Khánh Băng (tập 1-15) / Lê Thị Khánh Linh (Phạm Thị Hoài Thương) (tập 66-102)[7]

### Diễn viên phụ
- Phương Hằng trong vai Trương Mỹ Ngọc
- Thanh Hiền trong vai Trần Thiên Kim
- Tuyết Thu trong vai Bà Thúy
- Huỳnh Quý trong vai Nguyễn Tuấn Khởi
- Hà Trí Quang trong vai Nguyễn Văn Tấn
- Kiều Khanh trong vai Lê Thị Khánh Hà
- Quách Hữu Lộc trong vai Nguyễn Tuấn Kiệt
- Lyna Trang trong vai Tiểu Quyên
- Ngọc Thảo trong vai Hải
- Phúc An trong vai Phượng
- Thanh Hiền trong vai Bà Tư Lành
- Quốc Thảo trong vai Trương Phát Thuận
- Oanh Kiều trong vai Bà Thúy (lúc trẻ)
- Quốc Tân trong vai Ông Phát Thuận (lúc trẻ)
- Giang Thúy Viên trong vai Nguyễn Thị Thuỳ Dương
- Ngân Quỳnh trong vai Bà Nhàn
- Huỳnh Anh Tuấn trong vai Ông Thành
- Huy Cường trong vai Ông Long
- Thanh Ngọc trong vai Bà Long
- Linh Trung trong vai Ông Bảy
- Tuyết Hương trong vai Bà Bảy
- Mã Trung trong vai Ông Năm
- Ngọc Lý trong vai Bà Năm
- Hoàng Thanh trong vai Ông Sơn
- Lam Tuyền trong vai Bà Sơn
- Bích Vân trong vai Bà Thoa
- Quang Đáng trong vai Ông Bằng
- Văn Anh trong vai Ông Tường

Cùng một số diễn viên khác....

## Nhạc phim
- Giấc mơ ngày xưa

Lời: Trương Dũng
Nhạc: Anh Khoa
Thể hiện: Thanh Nguyên
- Từ đây thôi nhé

Lời: Trương Dũng
Nhạc: Anh Khoa
Thể hiện: Hiền Lê
- Một mai ta còn gặp nhau

Lời: Trương Dũng
Nhạc: Anh Khoa
Thể hiện: Hiền Lê